# Ernie Mills
Ernest Victor Mills, detto Ernie (Croydon, 10 aprile 1913 – Londra, 10 ottobre 1972), è stato un pistard britannico.

## Palmarès
- Giochi olimpici

Berlino 1936: bronzo nell'inseguimento a squadre.